# 우상문
우상문(1969년 ~ )은 대한민국의 가수, 작곡가, 피아노 연주자, 음반 프로듀서이다.

## 생애
1993년 CCM 음악 분야에서 피아노 연주자로 첫 데뷔하였고 1995년 록 음악 그룹 "컬트(Cult)"의 1집 음반에 작곡가로 참여하였다. 1년 후 1996년 록 음악 그룹 "뷰투(View To...)"의 1집 음반에 음반 프로듀서로 참여하였으며 이듬해 1997년에는 "컬트"의 피아니스트로 가담하였고 그 해 컬트가 해체된 이후에는 음악 프로듀서로 활동하고 있다.

## 학력
- 경원대학교 작곡과 학사
- 미국 Los Angeles Recording School 학사
- 미국 월드미션 신학대학원 M.Div 음악학 석사